# Dwight V. Babcock
Pour les articles homonymes, voir Babcock.
Dwight V. Babcock, né le 19 février 1909 à Ida Grove, en Iowa, et décédé le 22 avril 1979 à Studio City, en Californie, est un écrivain et scénariste américain.

## Biographie
Dès les années 1930, il publie des nouvelles policières pour des pulps, dont le célèbre Black Mask. Ses succès attirent sur lui l'attention de l'industrie du cinéma et ses alléchants contrats. Peu à peu, l'écriture de scénarios remplace ainsi sa production proprement littéraire.
Pour les grands studios d'Hollywood, il se spécialise d'abord dans les films d'horreur de série B. Les années 1950 marquent un tournant dans sa carrière, car il travaille beaucoup pour la télévision où il signe surtout des scripts policiers, revenant ainsi à son genre de prédilection.
Il a publié également quelques romans policiers, dont la série de la séduisante détective privée Hannah Van Doren, qui mêlent intrigues policières et récits d'horreur.

## Œuvre

### Romans

#### SérieHannah Van Doren
- The Gorgeous Ghoul (1941)
- Hannah Says Foul Play ! (1946)
- A Homicide for Hannah (1950) Publié en français sous le titre Meurtres pour Hannah, Paris, Presses de la Cité, coll. « Un mystère » no 88, 1952 ; réédition, Paris, Presses de la Cité, coll. « Les Classiques du crime », 1974 ; réédition, Paris, Presses de la Cité, coll. « Les Classiques du Roman Policier » no 20, 1980 ; réédition dans Polars des années cinquante, vol. 1, Paris, Omnibus, 1995

#### Autre roman
- Chautauqua (1960), en collaboration avec Daniel Keene.

### Recueils de nouvelles
- Complete Detective Book, vol. 1 (1943)
- Complete Detective Book, vol. 2 (1951)

## Filmographie
- 1944 : Les Yeux d'un mort (Dead Man's Eyes) de Reginald Le Borg
- 1945 : The Jungle Captive
- 1945 : Road to Alcatraz
- 1945 : River Gang
- 1946 : The Unknown
- 1946 : So Dark the Night
- 1947 : L'Assassin ne pardonne pas (The Corpse Came C.O.D.)
- 1947 : Bury Me Dead
- 1948 : 13 Lead Soldiers
- 1951 : Les Filles du service secret (FBI Girl)
- 1952 : The Yellow Haired Kid
- 1953 : Savage Frontier
- 1955 : Jungle Moon Men